# Загайник (Люблінське воєводство)
Загайник (пол. Zagajnik) — колонія в Польщі, у Люблінському воєводстві Грубешівського повіту, ґміни Вербковіце.
| Польща | Це незавершена стаття з географії Польщі. Ви можете допомогти проєкту, виправивши або дописавши її. |